# روبرت ك. بورنس
روبرت ك. بورنس (بالإنجليزية: Robert K. Burns)‏ هو أحيائي أمريكي، ولد في 26 يوليو 1896 في هيلزبورو في الولايات المتحدة، وتوفي في 26 يونيو 1982 في بريدجواتر في الولايات المتحدة.